# Annette Just
Annette Just, född 27 juni 1947, är en dansk politiker (Fremskridtspartiet).
Just är dotter till direktören och civilingenjören Johan Christian Islef och Grete. Efter avslutad folkskola 1962 tillbringade hon ett år på en internatskola i Schweiz (1962-1963). Hon fick även utbildning på Mariaforbundet i Köpenhamn (1963-1964) och gjorde ett studieuppehåll i England (1964-1965). Därefter var hon frivillig i Kvindeligt Flyverkorps (1965-1967) och i hemvärnet (1965-1983). Hon var proprietär på Eliseholm utanför Jelling (1970-1989).
Annette Justs politiska karriär började som ledamot i Jellings kommunfullmäktige för Fremskridtspartiet (1978-1989) och som ordförande av Fremskridtspartiets Kommunalforening (1979-1983). Hon kandiderade till Folketinget första gången för Års valkrets 1979, men blev inte vald. Hon bytte till Fredericias valkrets 1981, men lyckades inte heller där. När hon bytte till Horsens valkrets 1986 blev hon invald året därpå. Hon var under en kort period Fremskridtspartiets ordförande (1985-87), detta under en tid då partiet kantades av interna stridigheter och täta byten av ordförande. Hon var partiets gruppsekreterare i Folketinget 1994-1997.
Just profilerade sig främst inom försvars- och arbetsmarknadspolitiken och var en benhård motståndare av EU, och då särskilt Maastrichtfördraget. Hon var även partiets representant i Folketingets utrikesnämnd. Hon lämnade Folketinget efter valet 1998.

## Utmärkelser
- Riddare av Dannebrogorden,  18 augusti 1997[3]

[Redigera Wikidata]